# Vale de Aran
O Vale de Aran, Vale de Arão ou Vale do Arão (em occitano aranês e oficialmente: Val d'Aran; em catalão: Vall d'Aran; em castelhano: Valle de Arán) é uma comarca espanhola situada nos Pirenéus centrais, no extremo noroeste da Catalunha, pertencendo a esta comunidade autónoma. Limita ao norte com França, a sudoeste com a província de Huesca (Aragão), ao sul com a comarca catalã de Alta Ribagorça e a leste com a de Pallars Sobirà. A capital da comarca é Vielha (em catalão: Viella), com 2 834 habitantes em 2003.

## Cultura
Na atual reforma do Estatuto de Autonomia da Catalunha, a identidade cultural aranesa é reconhecida como uma realidade a ser preservada:
Artigo 11. Arão
2. Os cidadãos da Catalunha e suas instituições reconhecem Arão como uma realidade occitana dotada de identidade cultural, histórica, geográfica e linguística, defendida pelos araneses ao longo dos séculos. Este Estatuto reconhece, ampara e respeita esta singularidade e reconhece Arão como uma identidade territorial singular na Catalunha, a qual é objeto de uma particular proteção por meio de um regime jurídico especial
Entre os direitos garantidos está o de os cidadãos araneses se expressarem em sua língua:
Artigo 36. Direitos com relação ao aranês
1. Em Arão todas as pessoas tem o direito de conhecer e utilizar o aranês e de ser atendido oralmente e por escrito em aranês em suas relações com a administração pública e as entidades públicas e privadas (...).

### Língua aranesa
Dados governamentais sugerem que cerca de 4 mil moradores de Val d’Aran — cerca de 40% da população —sabem ler, escrever e falar Aranês.
Apesar de ter sido reprimida durante o regime de Francisco Franco, que durou até 1975, o aranês recebeu reconhecimento oficial quando Val d’Aran ganhou autonomia do Governo catalão, em 1991. Em 2010, foi proclamada língua co-oficial, não apenas em Val d’Aran, mas em toda a Catalunha.

## Geografia
É a única comarca da Catalunha que pertence em grande parte a uma bacia hidrográfica atlântica. O Rio Garona, que nasce no vale e o atravessa, desemboca no Atlântico depois de atravessar toda a Gasconha. Também tem una pequena parte de uma bacia hidrográfica mediterrânica, já que o Rio Noguera Pallaresa nasce a cerca de 100 metros do Garona, mas toma a direção contrária. Trinta por cento do território está acima dos 2000 metros de altitude.

## Economia
A economia aranesa baseia-se tradicionalmente na criação de gado e exploração florestal. Atualmente é o turismo (tanto de Inverno como de Verão) o motor da economia do Vale de Arão.
Dois elementos favoreceram a eclosão do turismo: a abertura do túnel de Vielha e a da estação de esqui de Baqueira Beret. A combinação de ambos os acontecimentos fez com que uma zona remota de pastores e lenhadores se convertesse num importante pólo de turismo e numa das zonas com maior rendimento per capita da Catalunha.

## Fauna
As espécies do Vale de Arão que estão em perigo de extinção, com programas de repovoamento ou de proteção e conservação são:
- Urso pardo (Ursus arctos),
- Lagópode-branco (Lagopus muta)
- Lagartixa aranesa (Lacerta aranica)
- Quebra-ossos (Gypaëtus barbatus)